# Kirkjubøur
Kirkjubøur – wioska położona na wyspie Streymoy w archipelagu Wysp Owczych. Zamieszkuje ją obecnie (I 2015 r.) jedynie 74 mieszkańców.

## Historia

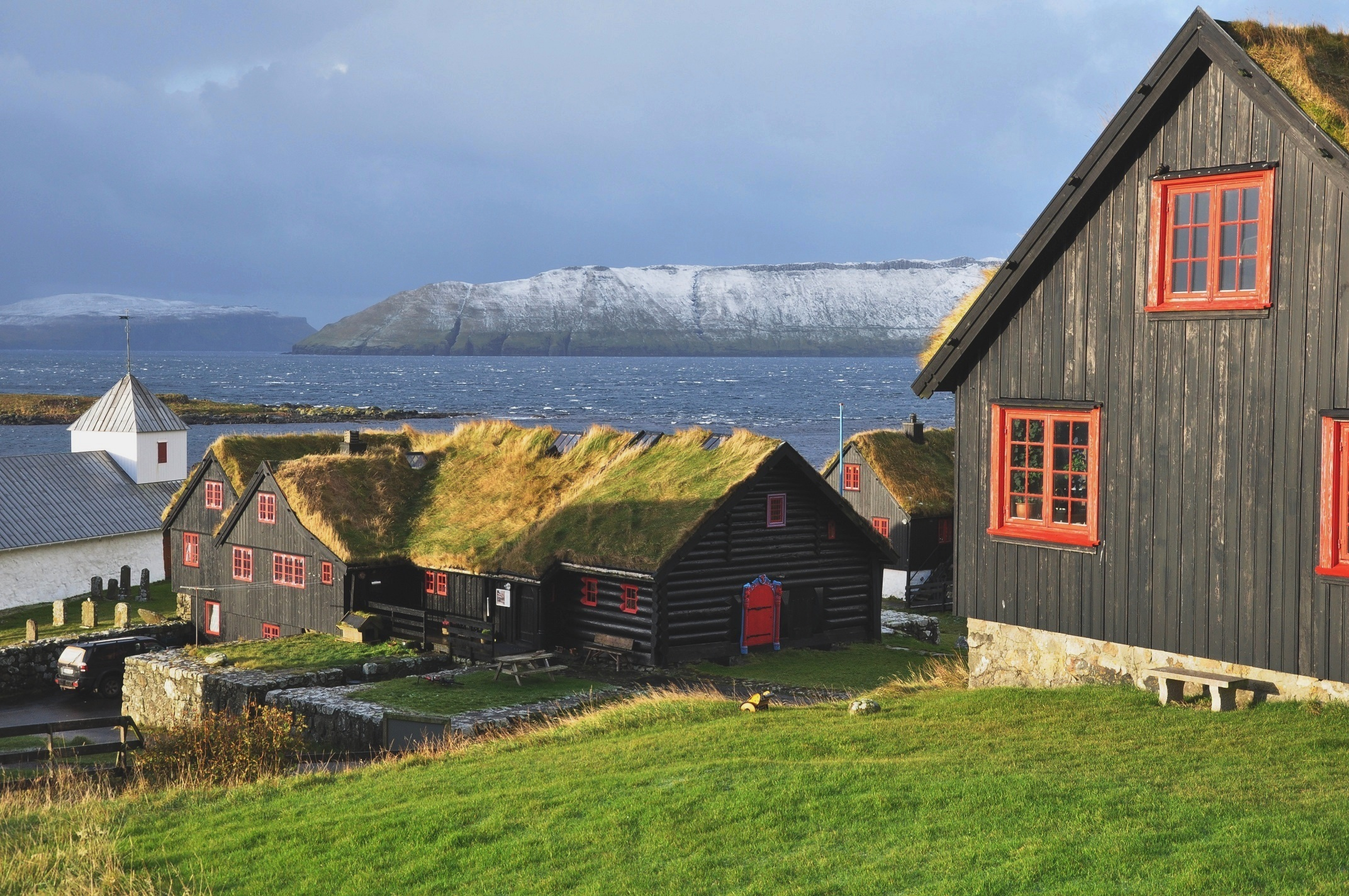
Kirkjubøur

Choć dziś wioska jest niezwykle mała, nawet jak na standardy swego kraju, kiedyś było zupełnie inaczej. Był to bowiem ważny port i spore miasto w czasach średniowiecznych. Była siedzibą diecezji farerskiej. Wioska traciła jednak swe znaczenie z biegiem lat, a XVI-wieczny sztorm, który zmył większość domów, był dla niej druzgocący. Są jednak pozytywne strony tego stanu rzeczy, gdyż gdyby nie to, istnieje bardzo duże prawdopodobieństwo, że wraz ze wzrostem miasta, rozebrano by najstarszy dziś, zamieszkany, dom drewniany na świecie, pochodzący jeszcze z XI wieku, zwany Kirkjubøargarður. Zabytkowe w wiosce są także: XII-wieczny kościół św. Olava oraz Katedra Magnusa z około 1300 roku. W roku 2004 istniała jeszcze osobna gmina, Velbastaður, do której należała i ta wioska, jednak rząd włączył ją do Tórshavnar kommuny.

## Znane osoby
W wiosce mieszkało także kilku znanych ludzi. Wychował się tu Sverre Sigurdsson, późniejszy król Norwegii. Mieszkał tu także budowniczy Katedry Magnusa, autor najstarszego, farerskiego dokumentu pisanego, Owczego Listu, biskup Erlendur. Mieszkało tu także kilkoro ludzi nowożytnych czasów: Súsanna Helena Patursson (pierwsza farerska feministka), Jóannes Patursson (pisarz), Sverre Patursson (pisarz, podróżnik), Erlendur Patursson (pisarz i polityk) oraz Tróndur Patursson (żyjący do dziś podróżnik i pisarz).

## Demografia
Według danych Urzędu Statystycznego (I 2015 r.) jest 62. co do wielkości miejscowością Wysp Owczych.